# هرمان-برنهارت رامکه
هرمان-برنهارت رامکه (به آلمانی: Hermann-Bernhard Ramcke) (۲۴ ژانویه ۱۸۸۹ – ۴ ژوئیه ۱۹۶۸) نظامی بلندپایه آلمانی در دوره رایش سوم بود که فرماندهی یگان‌های مختلف را در طول جنگ جهانی دوم بر عهده داشت. او با نشان دادن مهارت و کسب تعدادی موفقیت بزرگ در رزم‌گاه‌های جبهه شرقی جزو یکی از تنها ۲۷ تنی که نشان صلیب شوالیه صلیب آهنین با برگ‌های بلوط، شمشیرها و الماس‌ها را دریافت کردند بود.

## زندگی‌نامه
هرمان-برنهارت رامکه روز ۲۴ ژانویه سال ۱۸۸۹ در شلسویش زاده شد. بین سال‌هاس ۱۹۰۴ تا ۱۹۰۷ دوره آموزش ملوانی را در نیروی دریایی امپراتوری آلمان گذراند و سپس در چندین کشتی جنگی خدمت کرد. هنگام آغاز جنگ جهانی اول بر عرشه ناو پرینتس آدالبرت بود. سال‌های ۱۹۱۵ و ۱۹۱۶ با هنگ ۲ ملوان در سواحل فلاندر به نبرد پرداخت و به درجه گروهبان دومی رسید. در این رزمگاه به شدت زخمی شد و ۱۸ ماه را در بیمارستان بستری بود. سال ۱۹۱۷ به خط مقدم بازگشت و جزوی از گردان تهاجمی ملوانان بود. پیش از پایان جنگ زخم دیگری برداشت و به درجه ستوان دومی نائل آمد.
با پایان جنگ، پس از رهبری یک گروهان در فرایکور و تجربه جراحت سوم، سال ۱۹۱۹ با درجه سروانی به نیروی زمینی رایشسور پیوست و فرمانده یک دسته در هنگ ۱ پیاده‌نظام شد. در دوره میان‌دوجنگ مدتی یک اردوگاه آموزشی در گروس بورن را فرماندهی کرد. هنگام آغاز جنگ جهانی دوم با درجه سرهنگ دومی فرمانده یک هنگ بود. وارد ستاد لشکر هفتم هوایی و سپس در ماه ژوئیه سال ۱۹۴۰ دانشکده ۳ چترباز در براونشوایک شد. دوره چتربازی را تا ماه اوت در سن ۵۱ سالگی به پایان رساند. روز ۱ اوت با درجه سرهنگی رسما به لوفت‌وافه]] منتقل شد و در ستاد هنگ ۳ چترباز قرار گرفت. مدت کوتاهی بعد هنگ ۱ چترباز رفت و در آن یگان‌های تسلیحات سنگین ایجاد کرد. سال ۱۹۴۱ مسئولیت یگان‌های جذب، ذخیره و آموزش در آرایش نیروهای هوابرد موسوم به سپاه ۱۱ هوایی را بر عهده او نهاده شد.
در جریان حمله به جزیره کرت رامکه هنگ تهاجمی لوفت‌وافه در پیاده‌سازی در پایگاه هوایی مالِمه را فرماندهی کرد. به جهت قدردانی از نقش او در عملیات مرکور ماه ژوئیه به درجه سرتیپی ترفیع گرفت و روز ۲۱ اوت سال ۱۹۴۱ نشان صلیب شوالیه صلیب آهنین به او اهدا شد.
پس از چند ماه الحاق به نیروی زمینی ایتالیا جهت کمک به ایجاد لشکر چترباز فولگوره، رامکه ماه آوریل سال ۱۹۴۲ به شمال آفریقا فرستاده شد تا تیپ ۱ چترباز را فرماندهی کند. ماه اکتبر با شکست آلمانی‌ها در نبرد العلمین، یگان او در صحرای جنوبی به محاصره افتاد. به هر صورت توانست با عقب‌نشینی بیش از ۱۰۰ کیلومتری به سایر نیروهای خودی برسد. در مسیر یک کاروان دشمن را به غنیمت گرفت و حدود ۱۰۰ اسیر آلمانی و ایتالیایی را نجات داد. به جهت این دستاورد گیره برگ‌های بلوط روز ۱۳ نوامبر سال ۱۹۴۲ به صلیب شوالیه او افزوده شد و روز ۲۱ دسامبر به درجه سرلشکری ترفیع گرفت.
رامکه میانه ماه فوریه سال ۱۹۴۳ مامور به تشکیل لشکر دوم چترباز شد و خود هدایت آن را بر عهده گرفت. در پی انعقاد پیمان جداگانه صلح بین ایتالیا و متفقین نیروهای او ماه سپتامبر در رم فرود آمدند تا نیروهای ایتالیایی را خلع سلاح کنند. در این زمان رامکه در بیمارستان بستری شد. بازگشت او به خدمت تا ماه فوریه سال ۱۹۴۴ به طول انجامید. پس از درگیری کوتاه در اوکراین، لشکر او به برتانی فرستاده شد تا بازسازی شود. برخی از عناصر این لشکر در مقابل پیاده‌سازی متفقین در نرماندی در ماه ژوئن حضور داشتند. رامکه روز ۱۱ اوت به فرماندهی قلعه برست در فرانسه منصوب شد. پادگان قلعه به محاصره دشمن افتاد اما توانست تا روز ۲۰ سپتامبر مقاومت کند. راکمه در در جریان این محاصره به درجه سپهبدی (ژنرال نیروهاب چترباز) ترفیع گرفت و یک روز پیش از تسلیم به شکل همزمان شمشیرها و الماس‌های صلیب شوالیه را دریافت کرد.
رامکه را به یک اردوگاه اسرا در ایالات متحده منتقل کردند. او دو بار از بند گریخت؛ نه به این امید که به اراضی بی‌طرف برسد بلکه افکار عمومی را متوجه بد رفتاری متفقین با اسرای آلمانی کند. ماه دسامبر سال ۱۹۴۶ به فرانسوی‌ها تحویل داده شد. آن‌ها او را سال ۱۹۵۱ به اتهاجم جنایت جنگی محکوم نمودند اما با برانگیخته شدن اعتراضات بین‌المللی آزادش کردند.
سپهبد هرمان-برنهارت رامکه در دوران بازنشستگی در نهایت روز ۵ ژوئیه سال ۱۹۶۸ در کاپْلِن درگذشت.